# U-150
U-150 — малая немецкая подводная лодка типа II-D для прибрежных вод, времён Второй мировой войны. Заводской номер 279 т.
Введена в строй 27 ноября 1940 года. Входила в 1-ю флотилию, с 1 января 1941 года находилась в 22-й флотилии, с 1 апреля по 8 мая 1945 года входила в 31-ю флотилию. Во всех флотилиях использовалась в качестве учебной подводной лодки. В 1945 году субмарина была передана британскому военному флоту.